# Vermillion, Kansas
Vermillion är en ort i Marshall County i Kansas. Vid 2020 års folkräkning hade Vermillion 76 invånare.